# Toxotes kimberleyensis
Toxotes kimberleyensis är en fiskart som beskrevs av Allen 2004. Toxotes kimberleyensis ingår i släktet Toxotes och familjen Toxotidae. Inga underarter finns listade i Catalogue of Life.